# Philippe Koehler
Philippe Koehler (né le 3 mai 1978 à Strasbourg,,) est un coureur cycliste français, professionnel entre 2000 et 2004.

## Biographie
En 1999, Philippe Koehler se distingue sous les couleurs du CC Étupes en remportant Liège-Bastogne-Liège espoirs (moins de 23 ans). Il termine également deuxième de la Ronde de l'Isard, une course par étapes réputée pour les jeunes grimpeurs. En fin de saison, il est sélectionné en équipe de France pour les championnats du monde de Vérone, où il se classe 17e de la course en ligne espoirs. Ses bonnes performances lui permettent d'être le lauréat du Vélo d'or espoirs.
Fort de ses résultats, il passe professionnel en 2000 dans la puissante formation Mapei. Son seul résultat notable est sa victoire sur l'étape reine du Grand Prix de Beauce 2001, au mont Mégantic. Il revient ensuite en France en 2002 au sein de l'équipe Saint-Quentin-Oktos. En septembre, il s'impose sur une étape du Tour de l'Avenir et endosse provisoirement le maillot de leader. 
En 2003, il rejoint en cours de saison l'équipe Palmans-Collstrop, avec son coéquipier Eddy Lembo. Il termine sa carrière de manière anonyme par une chute en 2004 au Tour du Poitou-Charentes. En juin 2006, il est condamné par le Tribunal correctionnel de Bordeaux à dix mois de prison avec sursis, dans le cadre d'une affaire de dopage relative à un trafic de « pot belge ».

## Palmarès
- 1997
  - 2e du Grand Prix du Val de Villé
- 1998
  - 4e étape du Tour de la Haute-Marne (contre-la-montre)[8]
  - Tour du Grand-Bornand espoirs :
    - Classement général
    - 3e étape[8]
- 1999
  - Grand Prix des Carreleurs
  - Grand Prix Rapp-Atlas[8]
  - Liège-Bastogne-Liège espoirs
  - 2e de la Ronde de l'Isard
- 2001
  - 5e étape du Grand Prix de Beauce
- 2002
  - 6e étape du Tour de l'Avenir